# 알자이시 SC (시리아)
알자이시 스포츠 클럽(아랍어: نادي الجيش الرياضي)는 시리아의 수도 다마스쿠스를 연고지로 하는 축구 클럽이다.

## 선수 명단

### 현역
참고: FIFA 자격 규정에 따라 소속된 국가대표팀 국기를 표시합니다. 선수는 복수의 FIFA 비회원국 국적을 가지고 있을 수 있습니다.
| 번호 | 포지션 | 국적 | 이름 |
| ---- | ------ | ---- | ---- |

| 번호 | 포지션 | 국적 | 이름 |
| ---- | ------ | ---- | ---- |
| 77   | MF     |      | 말콤 |

## 역대 감독
| 감독            | 임기        |
| --------------- | ----------- |
| 니자르 마흐루스 | 1997        |
| 니자르 마흐루스 | 2001 ~ 2002 |
| 타렉 자반       | 불명        |